# Аквилии
Акви́лии, или Акви́ллии (лат. Aquillii), — древнеримский патрицианский и плебейский род, предположительно, этрусского происхождения, представители которого впервые упоминаются в сохранившихся письменных источниках с начала V века до н. э. По всей видимости, номен данного семейства свидетельствует о том, что его родоначальник служил в царской армии Рима знаменосцем (aquila). Вероятно, со временем это родовое имя к концу существования Республики трансформировалось в когномен, то есть — в прозвище.

## Известные представители
- Гай Аквилий Туск (ум. после 487 до н. э.), консул Республики в 487 году до н. э.;
- Луций Аквилий Корв (ум. после 388 до н. э.), военный трибун с консульской властью в 388 до н. э., разграбивший земли эквов, а в Этрурии — города Кортуоза и Контенебра[2];
- Марк Аквилий Флор (IV—III вв. до н. э.), римский сенатор;
- Гай Аквиллий Флор (ум. после 258 до н. э.), консул 259 до н. э., участник 1-й Пунической войны. Сын предыдущего[3][4][5][6];
- Луций Аквилий Галл (ок. 210 — после 170 до н. э.), претор в 176 г. до н. э[7]., получивший в управление Сицилию[8][9];
- Маний Аквилий:[править]  -  Маний Аквилий — консул Древнего Рима 129 до н. э.;
  -  Маний Аквилий (ум. 88 г. до н. э.) — консул Древнего Рима 101 до н. э.
- Маний Аквилий (ум. после 71 или 54 до н. э.), монетный триумвир, по разным версиям, в 71[10] или 54 году до н. э[11][12]., член судебной коллегии по делу Оппианика в 74 до н. э[13][14].;
- Гай Аквилий Галл (ок. 106 — после 66 до н. э.), юрист и коллега Марка Туллия Цицерона по претуре (66 год до н. э.);
- Публий Аквилий Галл (ум. после 55 до н. э.), плебейский трибун Республики 55 года до н. э[15][16]., вероятный претор[17][18]. Противник триумвиров Красса и Помпея[15];
- Маний Аквилий Флор Красс (ум. 43 до н. э.), член преторской коллегии в 43 до н. э.;
- Луций Аквилий, сын Мания, внук Мания, Флор (ум. 30 до н. э[19][20].), квестор[21] в Азии в 70 году до н. э[22][23]., правнук[20] или внук консула 129 года[24]. Брат предыдущего[20].